# Sumitomo Chemical

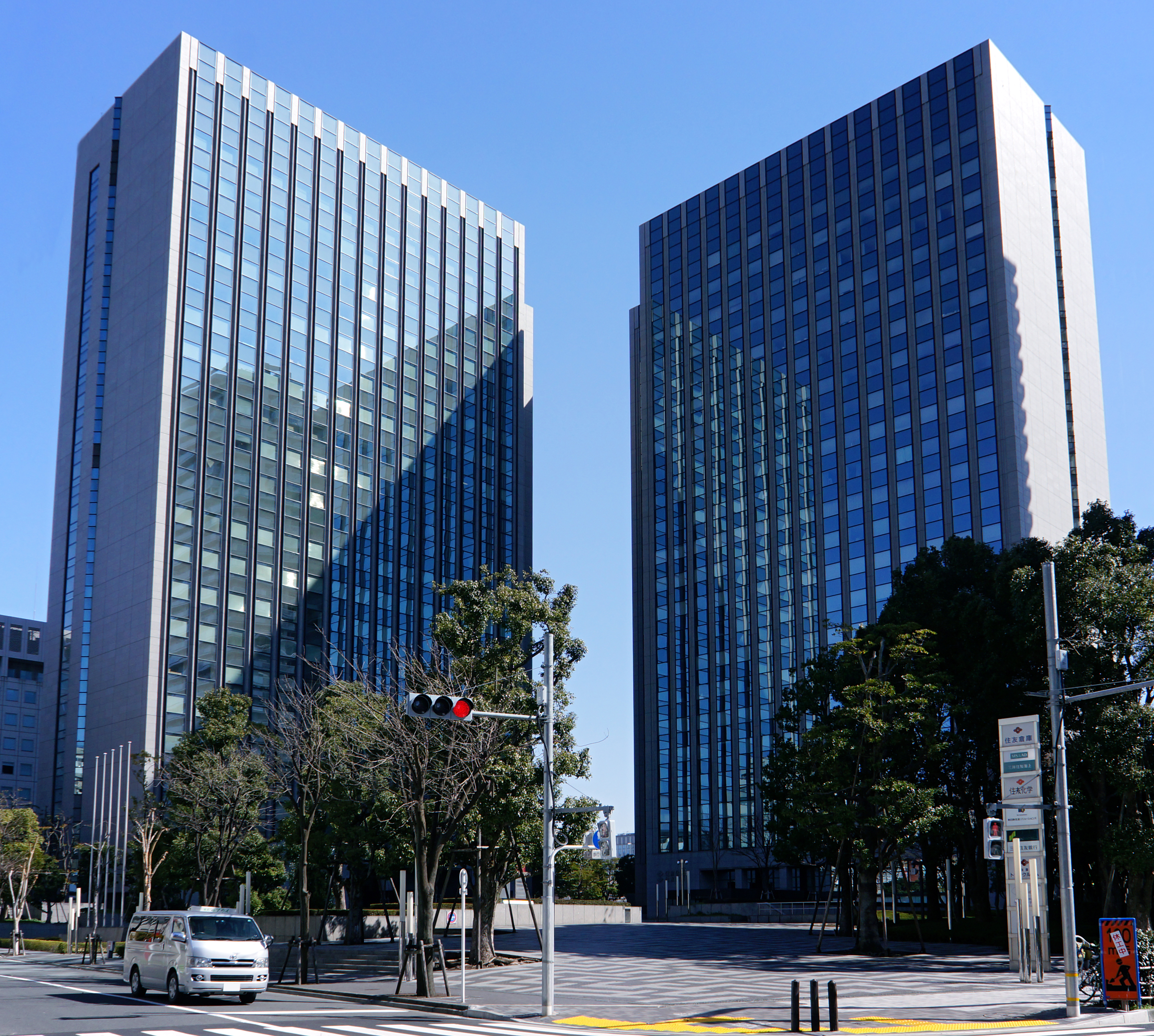
Tokyo Sumitomo Town.

Sumitomo Chemical Co., Ltd. (住友化学株式会社 Sumitomo Kagaku Kabushiki-gaisha?) é uma companhia química japonesa, sediada em Tóquio, subsidiaria ao grupo Sumitomo.

## História
A companhia foi estabelecida em 1913.